# Zwei Girls vom Roten Stern
Zwei Girls vom Roten Stern (französischer Titel: Duel à la vodka) ist ein deutsch-französischer Spionage-Satirefilm aus der Hoch-Zeit des Ost-West-Konflikts unter der Regie von Sammy Drechsel. Die Handlung beruht auf einem Roman von Peter Norden und stellt eine Abrüstungskonferenz in Genf satirisch dar. Die Filmhandlung spielt unter anderem in den Botschaften der Supermächte USA und Sowjetunion in Wien, New York City und Genf sowie auf den dortigen Flugplätzen und Bahnhöfen. Neben den Hauptdarstellern Lilli Palmer, Curd Jürgens, Pascale Petit und Daniel Gélin ist das Kabarett-Team der Münchner Lach- und Schießgesellschaft bei den Darstellern als Geheimorganisation „Bridge-Club Genf“ stark vertreten. Kinostart des Films war am 25. Februar 1966.

## Handlung
Zwei weibliche Angehörige des sowjetischen Militärs sollen bei einer Abrüstungskonferenz die neue amerikanische Geheimwaffe entführen. Höhepunkt ist das von Curd Jürgens und Lilli Palmer mit Wodka ausgetragene Duell in einem diplomatischen Hinterzimmer. Zwischenstation auf dem Weg in die Freiheit ist das Redaktionsbüro des großen Warner-Verlags in den USA. Der Film endet mit einer Hochzeit im Rahmen der Völkerverständigung.

## Kritik
„West-östlicher Spionageulk im UNO-Milieu, prominent besetzt mit Curd Jürgens als Leiter der US-Delegation, Lilli Palmer als Führerin der sowjetischen Delegation. Es geht, satirisch verspielt, um Vernichtungswaffen des Westens und den Rüstungswettlauf der Supermächte. Stellenweise einfallsreicher Erstlingsfilm des Kabarettisten Sammy Drechsel unter Beteiligung der Münchner Lach- und Schießgesellschaft.“

„Vergnügliche Satire auf den Ost-West-Konflikt unter Mitwirkung der Münchner Lach- und Schießgesellschaft“

„Ostwestliche Entspannungs- und Abrüstungspolitik in einem freundlich-unverbindlichen Spielfilm mit der ‚Münchner Lach- und Schießgesellschaft‘. Da die Ansätze für satirisch-zupackende Zeitkritik ungenutzt bleiben, bietet der Streifen (für Besucher ab 16 Jahren etwa) nur ein mäßiges Vergnügen.“

„Ein geistreicher Spaß aus der Zeit des ‚Kalten Kriegs‘ mit einer großen Portion Humor, Spannung und Erotik.“

## DVD
- Curd Jürgens – Filmpalast Star Collection, erschienen am 5. Juli 2007 bei Studio e-m-s new media, beinhaltet neben Zwei Girls vom Roten Stern vier weitere Filme mit Curd Jürgens.
- Zwei Girls vom Roten Stern, erschienen innerhalb der Reihe Filmpalast, ebenfalls bei Studio e-m-s new media.[3]